# Onkivesi
Le lac Onkivesi (finnois : Onkivesi) est un grand lac situé dans les municipalités  de Lapinlahti et de Kuopio en Finlande,.

## Présentation
Le lac a une superficie d'environ 113 kilomètres carrés et une altitude de 84,7 mètres.
Le lac Onkivesi est alimenté par l'eau du Nerkoonjärvi et la rivière Naarvanjoki. 
L'Onkivesi se déverse dans le Maaninkajärvi par les rapides Viannankoski et le canal d'Ahkiolahti.